# Тура, Козимо
Козимо Тура (итал. Cosimo Tura или итал. Cosmè Tura, ок.1430, Феррара — 1495, там же) — итальянский живописец, один из основателей феррарской школы живописи.

## Очерк биографии и творчества
Козимо Тура родился в Ферраре, в семье сапожника Доменико.
О периоде его ученичества определённых данных нет. В середине XV века феррарский двор д’Эсте, не имея своих крупных художников, приглашал таких мастеров, как Пизанелло, Якопо Беллини, Рогир ван дер Вейден, Пьеро делла Франческо. Их творчество оказало решающее воздействие на становление феррарской школы живописи и, вероятно, на формирование Козимо Тура как художника. В дальнейшем он почти всю жизнь жил в Ферраре, где работал для двора герцогов д’Эсте.

Первые документальные упоминания о Козимо Тура относятся к 1451—1452 годам, когда он декорировал некоторые предметы для двора д’Эсте. Однако с середины 1452 года по 1456 год имя художника не встречается в феррарских документах. Большинство исследователей полагают, что он провёл эти годы в Падуе, где вместе с другими выдающимися художниками обучался в мастерской Франческо Скварчоне, и, возможно, в Венеции.
По возвращении в Феррару Тура долгие годы работал при дворе д’Эсте, сначала для герцога Борсо, затем для его брата Эрколе I. В 1458 он был официально назначен придворным художником и помимо живописных работ много работает над украшением придворных костюмов, убранства, утвари, выполняет рисунки шпалер, тканей и т.д.
Многие работы Козимо Туры были утрачены. Его ранние работы не датированы, и время их создания можно определить лишь приблизительно.
Так, Мадонна с Младенцем, Святым Иеронимом и мученицей (Музей Феша, Аяччо) создана, вероятно, в начале 1460-х годов и уже демонстрируют характерные для художника энергию и смелый живой колорит.
Около 1460 года Тура завершает оформление личного кабинета (студиоло) герцога во дворце Бельфиоре, начатое в 1440-х годах при Леонелло д'Эсте художником Анджело Макканьино[en]. По замыслу цикл состоял из девяти панно с изображениями муз. Тура дописал начатые его предшественниками изображения Терпсихоры и, возможно, Эрато. Он был основным или единственным автором «Каллиопы», ныне хранящейся в лондонской Национальной галерее. Картина демонстрирует влияние нидерландского искусства и Рогира ван дер Вейдена. Это одна из первых итальянских картин, написанных масляными красками.
Первые датируемые живописные работы Тура относятся к 1468—1469 годам.
Тура участвует в росписи капеллы в Бельригуардо, загородной резиденции Эсте (1469-72 гг., не сохранились), а также в создании фресок Палаццо Скифанойя (объем его участия — предмет дискуссий специалистов).
В середине 1470 годов Тура по заказу семейства Роверелла создал полиптих для алтаря феррарской церкви Сан-Джорджо фуори ле Мура. В настоящее время сохранившиеся части полиптиха находятся в разных музеях мира, центральная часть — Мадонна на троне хранится в лондонской Национальной галерее.
Документы свидетельствуют, что художник написал множество портретов членов семейства Эсте, часто для отправки другим правителям, особенно при заключении брачных союзов. Среди них было много портретов детей. Однако они почти не дошли до наших дней. Единственный портрет молодого человека, хранящийся в нью-йоркском музее Метрополитен, одни исследователи относят к раннему периоду, другие примерно к 1470 году, третьи и вовсе сомневаются в авторстве Туры.
Среди лучших произведений Козимо Тура — его Благовещение и Святой Георгий для дверей органа Феррарского собора (закончены к июню 1469 года). В настоящее время они хранятся в музее собора.
Документированная деятельность Тура в заканчивается в середине 1480-х годов, и у нас нет свидетельств того, что он выполнял какие-либо крупные заказы течение последних десяти лет своей жизни. Кроме того, стиль Тура терял популярность в течение 1480-х годов. Достигнув в эпоху своего расцвета не только признания, но и благосостояния, в конце жизни художник лишился своего положения. При дворе Эсте его сменил Эрколе де Роберти. В последние годы художник столкнулся с болезнями и нуждою и умер в 1495 году забытый современниками.
Уже в XVI веке о нём почти не вспоминают, Вазари уделяет ему лишь несколько строк. Лишь в XVIII веке просыпается интерес к его наследию в Ферраре, но только в XIX и XX веках его творчество получает научное осмысление и высокую оценку.
Стиль Туры, сложившийся под влиянием Скварчоне и Рогира ван дер Вейдена, всегда сохранял черты как северного Возрождения, так и готики. Ранние его произведения демонстрируют близость со стилем Андреа Мантеньи. В то же время, его творчество демонстрирует свои оригинальные черты: изысканно-сложный, острый и колючий рисунок, тщательная деталировка и яркие вызывающие цвета. Поверхность изображаемых предметов оставляет ощущение жесткости металла или камня. Линия не только ограничивает изображаемые предметы, но и выполняет декоративные функции, рисуя в плоскости картины изысканные узоры.

## Произведения
- Мадонна с зодиаком (Галерея Академии в Венеции)
- Св. Антоний Падуанский (Sant’Antonio da Padova; Модена, Галерея Эсте)
- Св. Себастьян (San Sebastiano; Берлин, Государственный музей)
- Св. Христофор (San Cristoforo; Берлин, Государственный музей)
- Благовещение (L’Annunciazione; Кафедральный собор, Феррара)
- Св. Георгий, убивающий змея (S. Giorgio che uccide il drago; собрание Vittorio Cini, Венеция)
- Св. Георгий, убивающий змея (S. Giorgio che uccide il drago; створки органа в кафедральном соборе Феррары)
- Мадонна (Madonna; Нью-Йорк, собрание Пратта)
- Святые и донаторы (Santi e donatore; Рим, галерея Колонна)
- Весна (Каллиопа) (La primavera [Calliope]; Лондон, Национальная галерея)
- Figura di Santo (Филадельфия, собрание Джонсона)
- Св. Доминик (S. Domenico; Флоренция, Уффици)
- Пьета (Pietà; Лувр)
- Св. Антоний Падуанский (S. Antonio; Лувр)
- Благовещение (Annunciazione; Ричмонд, собрание Кука)
- Мертвый Христос, поддерживаемый двумя ангелами (Cristo morto sorretto da due angeli; Вена, Музей истории искусств)
- Поклонение волхвов (L’Adorazione dei magi; Кембридж, США, Музей Фицуильяма)
- Tondi di S. Maurelio (Феррара, Пинакотека)
- Santo Vescovo (Милан, музей Польди Пеццоли)
- Музыкант (Musico; Дублин, Художественная галерея)
- Santo (Кен, Франция, Художественный музей)